# 1911年台灣南部颱風
1911年台灣南部颱風（英語：1911 Formosa Typhoon），台灣中央氣象局編號為B051號颱風，是1911年8月吹襲台灣南部的颱風。行經臺灣時，對南部造成嚴重影響，造成至少290人死亡，262人傷，多處房舍倒塌損毀，為日治初期影響最大的颱風。
其中，臺南府城公共建設損毀約八成，包含第一代木造西市場建築倒塌、赤崁樓五子祠損壞等，災情嚴峻。早期房舍多為木造建築，在這次風災中損失慘重，故也影響後續公共建築的重建紛紛改以磚造、鋼筋混泥土等較堅固之材料工法。:78-80

## 氣象歷史
1911年8月下旬，在太平洋南方形成一颱風，此颱風行經菲律賓、台灣和東亞大陸，帶來不小的災情影響。
8月21日，關島和雅蒲島的氣象觀測顯示，一股颱風集結在馬里亞納群島西面，朝西或西北偏西方向移動。
8月23日，颱風開始影響菲律賓，在吕宋東部遠離颱風約500英里（805公里）的地區都受到颱風的环流所影響，出現氣壓下降和風向改變的情況。
24日，菲律賓北部小島巴士古觀測到颱風來臨的跡象。26日凌晨，巴士古氣象台的氣壓開始暴跌，風力不斷加大，錄得降雨。在0時至7時，風向由東北偏北風轉為北風，再轉為西北偏北風。26日上午7時，氣壓記錄試紙跌穿715毫米汞柱（953.3百帕）的試紙下限。8時，風向轉為西北，但開始停雨。8時20分，巴士古進入颱風風眼，天空平靜並看到太陽，持續風速下降到4級，但仍時有強陣風。9時，風力突然上升，風向由西北變為西南偏西。其後數小時吹持續颶風，風向改為西南。中午12時，氣壓試紙顯示氣壓回升到715毫米汞柱（953.3百帕）以上，其後氣壓持續回升，風力減弱，颱風逐漸遠離巴士古。
由於氣壓試紙跌穿下限，因此在當地所錄得最低氣壓無法得知，但據記錄的氣壓曲線估計，巴士古錄得的最低氣壓可能達到690毫米汞柱（920百帕）或以下。
颱風掠過巴士古以後，開始接近台灣，恆春首當其衝受到影響，氣壓不斷下降。8月26日晚上10時，恆春整點最低氣壓702.9毫米汞柱（937.1百帕），最大10分鐘持續風速每秒34.4米。據中央氣象局所製的路徑圖顯示，颱風沒有登陸恆春，而是在非常靠近恆春的西部海面掠過，其後或登陸台灣西南部地區。27日早上4時45分，台南錄得最低氣壓726.8毫米汞柱（969百帕），最大10分鐘持續風速每秒38.2米（一説每秒54.5米），為台南有記錄以來最高持續風速，台南於27日的24小時雨量為384.9毫米。日累積雨量第4名。:81
颱風期間台南總雨量為423.8毫米，恆春總雨量515.4毫米。
恆春氣象台首席學家指岀，此颱風的強度極其強大，幾乎沒有房屋不受到損壞，可惜風速杯被吹走，因此無法記錄到最大風速，但他估計，最大風速可以達到每秒70米。
颱風經過台灣以後，以西北北方向移動登陸中國，28日其殘餘雲帶位於上海西南方，以西北方向移動，29日移動至上海以西，並於內陸消散。

## 影響

### 菲律賓
79間房屋完全損毀，78間嚴重受損，366間輕微受損。28隻家畜和62隻小型動物死亡，30艘小船損壞。巴士古鎮的建築物、公立學校、修道院和教會所受到的破壞嚴重。教會被吹塌，只剩下光禿禿的牆壁。有三分之一以堅固材料所做的房屋遭到破壞。估計總共的損失超過50,000披索。

### 臺灣
颱風導致南部及北部水災慘重，造成至少290人死亡，262人傷，23,601間房屋全倒，22,686間半倒。因早期多為木造建築，臺灣總督府在此災後的公共建築重建計畫，改以以磚造、鋼筋混泥土。如臺北城因颱風遭遇水患，如大稻埕等地房屋傾倒影響甚劇，因而政府藉此實施市區改正、街屋改建計畫，例如引進歐洲建築的建築、立面風格元素等，進行街道重建。
隔年1912年，因颱風水災受到影響的北斗、南投、大溪等地也紛紛擬定市區改正計畫。
臺南受到風災影響，災情慘重。經初步統計府城地區建物災情：在私人建築方面，民房有86戶全倒或半倒，另有多處泡水房舍，6棟倉庫毀壞。公共建築的部分，臺南廳舍達八成損毀，包含臺南廳事務室、庶務課，以及東、西兩座市場等，古蹟如赤崁樓的五子祠損壞、兩廣會館屋頂裝飾陶器人物均剝落。安平地區則近兩百戶房屋全倒或半倒，２人受傷、２人身亡，港內船支有4艘翻覆。:80-81
當時府城最大規模的市場——西市場，整個初代木造建築全毀。故於1912年重建西市場時，考慮到耐用性，採用當時臺灣最先進的R.C.工法，興建有三棟樓，其中中央棟為兩層之建築。:82
暴風雨亦造成濁水溪鐵橋流失，縱貫鐵道不通。:83